# شهرستان چمچمال
شهرستان چمچمال (به عربی: قضاء جمجمال) یک شهرستان در عراق است که در استان سلیمانیه واقع شده‌است.